# Eisenbahnunfall von Viḷḷayana
Bei dem Eisenbahnunfall von Viḷḷayana entgleiste am 10. April 1950 am Ortsrand von Viḷḷayana (asturisch, spanisch: Villallana), Asturien, der Nachtschnellzug Madrid–Gijón. Mehr als 18 Menschen starben.

## Ausgangslage
Der Nachtschnellzug Madrid–Gijón befuhr im letzten Abschnitt seiner Fahrt die Bahnstrecke León–Gijón. Die Strecke verlief an der Unfallstelle in einer weiten Kurve in leichtem Gefälle auf einem Bahndamm. An der Außenseite der Kurve lagen Gärten, dahinter standen zugehörige Häuser.
Der Zug bestand aus der Lokomotive, der ein Postwagen, ein Schlafwagen, der Speisewagen und drei Sitzwagen folgten. Von letzteren hatte der erste Stahlaufbauten, die beiden letzten Holzaufbauten.
Der technische Zustand der spanischen Staatsbahn war damals unzureichend: Es kam häufig zu Unfällen durch Mängel an Eisenbahninfrastruktur und Fahrzeugen. In dem Abschnitt der Strecke, auf dem der Unfall sich ereignete, fanden zu diesem Zeitpunkt Arbeiten statt. Es ist aber völlig unklar, ob diese etwas mit dem Unfall zu tun gehabt haben können.

## Unfallhergang
Beim Befahren der Kurve entgleisten gegen 9:20 Uhr die letzten drei Wagen des Zuges, wurden aus dem Bogen getragen, rissen die Telegrafenmasten an der Seite des Gleises um, kippten vom Bahndamm, rutschten durch die Gärten und rissen dabei einige kleinere Bäume aus. Der erste Wagen blieb dabei nur drei Meter vor dem nächsten Haus liegen. Der folgende Wagen lag ebenfalls in den Gärten, der Dritte auf der Böschung des Bahndamms. Die beiden Wagen mit Holzaufbauten wurden völlig zertrümmert, während der Wagen mit Stahlaufbau den Unfall weitgehend intakt überstand. Der vordere Zugteil blieb auf dem Bahndamm stehen.

## Folgen

### Unmittelbare Folgen
18 Menschen starben sofort. Sie alle waren in den völlig zerstörten Wagen mit den Holzaufbauten gereist. Darüber hinaus wurden mehr als sechzig Menschen verletzt, von denen einige kurz darauf noch an den Unfallfolgen starben. Unter den Todesopfern befand sich unter anderem Carolina Díaz Álvarez, Ehefrau des Chefinspektors der Renfe, sechs Mitarbeiter der Eisenbahn und zahlreiche Angehörige der Streitkräfte, darunter der Artilleriekommandant Alfonso Menéndez de Vigo, sowie zwei ranghohe Funktionäre des Movimiento Nacional und der regimetreuen „Gewerkschaft“.

### Rettungsmaßnahmen
Alles medizinische Personal, das in der Region aufgeboten werden konnte, wurde zur Unfallstelle gerufen. Angesichts der wenigen damals verfügbaren Krankenwagen kamen auch Militärfahrzeuge zum Einsatz und alle Taxis in Oviedo wurden für den Einsatz an der Unfallstelle requiriert.
General José María Fernández-Ladreda, Minister für öffentliche Arbeiten (Ministerio de Obras Públicas), der sich zufällig in Oviedo aufhielt, begab sich sofort an die Unfallstelle, ebenso ranghohe Funktionäre des Movimiento Nacional in Asturien und Bischof Francisco Javer Lauzurica y Torralba von Oviedo.

### Aufarbeitung
Eine der Öffentlichkeit zugängliche Unfalluntersuchung gab es im Spanien der Franco-Diktatur nie. Ganz im Gegenteil: Wenn möglich wurden Meldungen über Eisenbahnunfälle unterdrückt. Das war im vorliegenden Fall wegen der relativen Prominenz einiger Opfer und der durch die Rettungsmaßnahmen hergestellten breiten Öffentlichkeit nicht möglich. 
Da ein technisches Versagen der Staatsbahn ein schlechtes Licht auf den Staat geworfen hätte, war die offizielle Erklärung, dass den Unfall ein „kommunistisches Kommando“ verursacht habe, das über die Grenze von Frankreich nach Spanien gekommen sei – ohne dass es dafür irgendeinen Beleg gab.